# The Iceman Cometh
The Iceman Cometh és un telefilm dirigit per Sidney Lumet el 1960 a partir d'una obra de teatre escrita pel dramaturg estatunidenc Eugene O'Neill el 1939.
Eugene O'Neill ha volgut ensenyar-hi la seva desil·lusió. Ja no creia en els ideals americans de l'èxit. La història suggereix que el comportament humà és massa sovint dictat per l'enveja, l'amargor i el desig de venjança.

## Argument
La història té lloc el 1912, al Greenwich Village i en particular en la part baixa de la ciutat. Els clients, alcohòlics crònics, passen el temps intentant oblidar la seva existència i a fer-se pagar copes. És en aquesta atmosfera decadent on evolucionaran nombrosos personatges.

## Repartiment
- Jason Robards: Theodore Hickey Hickman
- Myron McCormick: Larry Slade
- Tom Pedi: Rocky
- James Broderick: Willie Oban
- Farrell Pelly: Harry Hope
- Robert Redford: Don Parritt
- Ronald Radd: el capità
- Roland Winters: el general
- Harrison Dowd: Jimmy Tomorrow
- Michael Strong: Chuck
- Sorrell Booke: Hugo
- Maxwell Glanville: Joe Mott
- Charles White: Pat
- Walter Klavun: Ed Mosher
- Hilda Brawner: Margie
- Julie Bovasso: Pearl
- Herb Voland: Moran
- Joan Copeland: Cora